# Яндзъ
Яндзъ (на традиционен китайски: 長江, на опростен китайски: 长江, на пинин: Cháng Jiāng или Yangzi), но срещана още като Яндзъдзян или Дълга река, е най-голямата река в Китай, най-дългата река в Азия и третата най-дълга река в света. Яндзъ е с дължина от около 6300 km, извира от Тибетската планинска земя – Цинхай-тибетското плато, разположено на 5000 m надморска височина, и се влива с делта в Източнокитайското море на изток.
Яндзъ оформя основния плавателен воден път на Китай и представлява естествена граница между северната и южната част на страната. Водите ѝ се използват за транспорт, като плавателните съдове навлизат по течението на стотици километри от делтата. На река Яндзъ е изградена най-мощната ВЕЦ в света – „Три клисури“ .
Поради дължината и размера на водосборния ѝ басейн, река Яндзъ е от съществено историческо, културно и икономическо значение за Китай. Предполага се, че по долината на реката е възникнала древна китайска цивилизация, създала богата култура.
Яндзъ протича през широк спектър от екосистеми и е дом на няколко ендемични и застрашени видове, включително китайския алигатор, Neophocaena asiaeorientalis (вид делфин), китайски веслонос, китайския речен делфин и есетрата Янцзе. През последните години реката страда от индустриално замърсяване, пластмасово замърсяване, оттичане за селскостопански отрасли, затлачване и загуба на влажни зони и езера, което засилва сезонното наводнение. Някои участъци на реката днес са защитени като природни резервати. Участък от река Яндзъ, преминаваща през провинция Юнан, е включен в Списъка на ЮНЕСКО като природно наследство, част от парка „Три успоредни реки“.

## География
Река Яндзъ извира от Кунлуншан в Тибет, тя води началото си от няколко притока в източната част на Тибетското плато, два от които обикновено се наричат извори. Китайското правителство разпознава като извор притокът Туотуо в основата на ледник, разположен на запад от планината Геландандонг в планинската верига Тангула. Истинският източник на Яндзъ, хидрологично най-дългото речно разстояние от морето, е на хълма Яри на притока Дам Ку.
Притоците се съединяват и реката тече на изток през Цинхай, след което продължава пътя си на югоизток по границата на Съчуан и Тибет до достигането на провинция Юнан. При достигането на тази точка реката е разположена на надморска височина от около 1000 m, което е значителен спад в сравнение с извора, който се намира на височина над 5000 m. Непосредствено до град Шигу реката прави първия от поредица големи завои, водещи до резки промени в посоката на течението. Постепенно Яндзъ достига до надморска височина от около 300 m при Ибин, провинция Съчуан. Надолу по течението от тази точка, в т.нар. Съчуанска котловина, в реката се вливат няколко изключително пълноводни притоци, което значително увеличава дебита на Яндзъ. Реката преминава през Чунцин (192 m надморска височина) и навлиза в провинция Хубей. Между Чунцин и Ичан, на надморска височина от 40 метра и разстояние от около 320 километра, тя преминава през грандиозните проломи Яндзъ, които се отличават с естествената си красота, но са опасни за корабоплаване. В този участък от реката се разполага и язовирът „Три клисури“. Първият голям град след язовирната стена е Ичан. Река Яндзъ продължава пътя си, като в нея се вливат огромно количество езера, правещи я по-пълноводна. Най-голямото от тези езера е езерото Донгинг, което се намира на границата на провинциите Хунан и Хубей. Край Ухан в реката се влива и най-големият ѝ приток – река Ханшуй, носещ води от Шънси в северната част на страната. Надолу по течението, в най-северната точка на провинция Дзянси, в река Яндзъ се влива и най-голямото сладководно езеро в Китай – Поянху. Реката продължава течението си в провинциите Анхуей и Дзянсу. В последните няколко километра Яндзъ преминава покрай Шанхай, където посредством огромна делта се влива в Източнокитайско море.
Четири от петте основни сладководни езера в Китай допринасят с водите си към река Яндзъ. Традиционно горната част на река Яндзъ се отнася до участъка от Ибин до Ичан; средната част се отнася до участъка от Ичан до окръг Хуку, където езерото Поянху се влива в реката; долната част на течението е от Хуку до Шанхай.
Датата на възникване на Река Яндзъ се счита от някои геолози за преди около 45 милиона години.

## Особености
Реката Яндзъ се влива в Източнокитайско море, поради което последните 1000 km от делтата са използвани за транспорт на океански товари, още преди построяването на язовирната стена „Три клисури“. От юни 2003 г. строежът на язовирната стена на реката е започнат, при което целенасочено се наводняват части от Чунцин, а по-късно и други градове в страната, като част от проекта. Тъй като „Три клисури“ е най-мащабният енергиен и напоителен проект в света, влиянието му върху китайската икономика е огромно. Поддръжниците на проекта твърдят, че язовирната стена предпазва местното население от наводнения, като предлага транспорт и най-вече електричество в региона, дори на цената на целенасочено и перманентно наводняване на няколко съществуващи града (включително и редица антични архитектурни паметници). Противниците на строежа сочат, че наводненията по протежение на Яндзъ са три типа – в долните течения на реката, в горните течения и по цялата дължина, като „Три клисури“ утежнява наводненията в горните течения и няма почти никакъв ефект върху наводненията по долните течения.
От двете страни на река Яндзъ, в различни региони, се разполагат множество металургични, химически, енергийни, машиностроителни и промишлени предприятия, включително и високотехнологични заводи. Тези предприятия са от съществено значение за икономическото развитие на региона и Китай като цяло, поради което реката се превръща в естествена връзка между провинциите и съответните индустрии. Реката е и основна транспортна артерия, свързваща вътрешно-континенталните части на Китай с бреговата ивица.
Яндзъ е една от най-оживените водни пътища, като трафикът на товари през 2005 г. достига 795 милиона тона . По реката се правят и екскурзионни пътувания, продължаващи до няколко дни, особено към язовирната стена „Три клисури“ – част от проектите, свързани с развитие на туризма в Китай.
Наводненията по протежението на река Яндзъ представляват сериозен проблем. Дъждовният сезон в южните части на реката е от май до юни, а в северните – от юли до август. Огромната речна система се оводнява от север и от юг, което е причина сезонът на наводненията да е практически от май до август. Тъй като повечето градове и села около реката са гъсто населени, наводненията на Яндзъ са причина за огромни човешки жертви. Последното голямо наводнение е от 1998 г., но най-смъртоносни са наводненията от 1954 г. (30 000 загинали души), от 1911 г. (100 000 загинали души), от 1931 г. (145 000 загинали души) и от 1935 г. (142 000 загинали души).
Реката Яндзъ е изключително замърсена, особено в провинция Хубей.

## История
Въпреки че устието на Жълтата река се колебае широко на север и на юг от полуостров Шандун в рамките на историческите записи, Яндзъ остава до голяма степен неизменена. Въз основа на проучвания на степента на седиментация обаче е малко вероятно настоящото течение да предхожда късния миоцен. Преди това главните ѝ води се оттичат на юг в залива на Тонкин по протежение на днешната Червена река или близо до нея.
Река Яндзъ е важна не само от икономическа, но и от историческа и културна гледна точка. Тя е важна за културния произход както на Южен Китай, така и Япония. Документирана е човешка активност около района на язовира „Три клисури“, датираща от преди около 27 000 години. Тази активност поражда редица дискусии за произхода на китайците .
Яндзе отдавна е гръбнакът на системата за вътрешен воден транспорт на Китай, който остава особено важен почти две хиляди години, до изграждането на националната железопътна мрежа през 20 век.

## Градове
| - Панджихуа - Ибин - Луджоу - Чунцин - Ичан - Дзинджоу - Шишоу - Юъян - Сяннин - Ухан - Ъджоу - Хуанши - Хуанган - Чаоху - Чиджоу - Дзюдзян - Анцин - Тонлин - Уху - Хъфей - Чуджоу - Мааншан - Тайджоу - Янджоу - Джъндзян - Нандзин - Нантун - Шанхай | Три клисури Чунцин Ухан Нандзин Шанхай - Река Яндзъ при град Чунцин - Река Яндзъ при град Ухан - Река Яндзъ при град Нандзин - Река Хунпу, вливаща се в Яндзъ край Шанхай. |

## Язовири
По протежение на река Яндзъ са изградени два язовира.
- язовир „Гъджоуба“ – изграден в периода 1970 – 1988 г. в западните предградия на Ичан, провинция Хубей. Изграден е за производство на енергия.
- язовир „Три клисури“ – това е най-големият язовир в света, разположен в близост до град Ичан, провинция Хубей. Притежава огромна язовирна стена, която е завършена и пусната в действие през 2008 г. Язовирът е предназначен за производството на електроенергия, като това става без прекъсване на транспортния поток по реката – има изграден корабоподемник.

Започнат е и проект за трети язовир в горните течения на Яндзъ. Строежът е спрян през 2005 г. от китайското правителство поради недостатъчното данни за ефекта на проекта върху околната среда.

## Мостове и тунели
До 1957 г. по цялото протежение на реката – от Ибин до Шанхай, няма никакви мостове. В течение на няколко хилядолетия единственият начин за преминаване през Яндзъ са лодките или фериботите. В редица случаи подобно пътешествие може да бъде доста опасно; за това свидетелства катастрофата на ферибота „Джунанлун“ на 15 октомври 1945 г., в която загиват над 800 души.
По такъв начин, в течение на дълъг период от време реката е сериозна географска бариера, разделяща северен и Южен Китай. През първата половина на 20 век пасажерите по железопътните линии от Пекин до Гуанджоу или Шанхай е трябвало да слизат от влака, да пресекат Яндзъ с ферибот и после отново да се качат на влак.
След образуването на Китайската народна република през 1949 г., съветски инженери оказват помощ за проектирането и строителството на комбиниран мост при град Ухан с разделено железопътно и автомобилно движение. Строителството трае от 1955 до 1957 г. Това съоръжение е първият мост през реката. Вторият мост през Яндзъ, железопътен, е построен нагоре по течението, в Чунцин, през 1959 г. В долното течение по-късно е построен още един комбиниран мост – в Нанкин, като неговото строителство е завършено през 1968 г., вече без чуждестранно съдействие. Освен тях, през (1971 и 1980 г. са построени други два железопътно-автомобилни моста – съответно в Джичън и Чунцин.
Процесът на строителство на нови мостове се забавя през 1980-те години и е възобновен десетилетие по-късно. До началото на XXI век е завършен мостът в Дзюдзян (1992 г.), както и вторият мост в Ухан. Към 2005 г. Яндзъ е пресечена общо от 56 моста и един тунел. През реката преминават някои от най-дългите висящи и вантови мостове в света: в Дзянин (1385 m, открит през 1999 г.), в Жунян (1490 m, 2005 г.), в Янло (1280 m, 2007 г.) и в Сутун (1088 m, 2008 г.). Активното строителство продължава и в следващите години: само при град Ухан реката е пресечена от общо шест моста и един тунел.

## Притоци
Река Яндзъ има около 700 притока. Най-големите от тях (с мястото си на вливане в Яндзъ) са:
- Ялундзян (Панджихуа, провинция Съчуан)
- Миндзян (Ибин, Съчуан)
- Дзялиндзян (Чунцин)
- Удзян
- Цинджян (Иду, Хъбей)
- Юан
- Лишюй
- Удзян
- Дзидзян
- Сяндзян (Юъян, Хунан)
- Ханшуй (Ухан, Хъбей)
- Ган (близо до Дзюдзян, Дзянси.)

## Животински свят
Река Яндзъ има голямо биоразнообразие, включващо много ендемични видове. Голяма част от тях са сериозно застрашени от човешката дейност.

### Риба
Към 2011 г. са известни 416 вида риба в басейна на Яндзъ. Това включва 362 вида, които са строго сладководни. Останалите могат да живеят в солените води при естуара на реката или в Източнокитайско море. Това прави реката една от най-богатите видово в Азия и най-богатата в Китай (за сравнение, Перлената река има почти 300 вида, а Хуанхъ – 160 вида). Ендемични са 178 вида риба, обитаващи басейна на реката. Много от тях се срещат само в определени участъци на реката, най-вече в горното течение (между провинция Ичан и Тибетското плато). В този участък се срещат 97 строги ендемита, докато в най-горната част на реката (над 4500 m надморска височина) се срещат само 8 ендемита. Най-големите разреди риби, които се срещат в реката, са Шараноподобни (280 вида, 150 ендемита), Siluriformes (40 вида, 20 ендемита), Бодлоперки (50 вида, 4 ендемита), Tetraodontiformes (12 вида, 1 ендемит) и Osmeriformes (8 вида, 1 ендемит). Няма други разреди с повече от четири вида и един ендемит в реката.
Голяма част от рибните видове в Яндзъ търпят драстичен упадък, като към 2009 г. 65 са обявени за застрашени в китайската Червена книга. Сред тях са включени два вида, които днес се считат за напълно изчезнали (Anabarilius liui liui и Atrilinea macrolepis), два които са изчезнали в природата (Anabarilius polylepis и Schizothorax parvus) и пет, които са критично застрашени (Psephurus gladius, Euchiloglanis kishinouyei, Megalobrama elongata, Schizothorax longibarbus и Leiocassis longibarbus). Освен това, двата есетрови вида Acipenser dabryanus и Acipenser sinensis са смятат за критично застрашени. Оцеляването на тези два вида е възможно да зависи от постоянното пускане в дивата природа на екземпляри, отгледани в изкуствена среда. Това са най-големите риби в реката и сред най-големите сладководни риби в света, достигайки дължина до 5 – 7 m. За последно екземпляр Psephurus gladius е хванат от бракониери през 2007 г. и е с дължина 3,6 m. Въпреки усилията да бъде поддържан жив, той умира малко след това.
Най-голямата заплаха за местните риби в Яндзъ са прекомерният улов и загубата на местообитание (например чрез построяването на язовирни стени), но замърсяването на водата, унищожителните рибарски практики (например риболов с динамит) и интродукцията на нови видове също създават проблеми. Около 2⁄3 от всички сладководни рибарници в Китай се намират басейна на Яндзъ, но се наблюдава драстичен упадък в размера на няколко важни вида. Някои експерти предлагат въвеждането на 10-годишен риболовен мораториум, който да позволи на останалите популации да се възстановят. Язовирните стени представляват сериозен проблем, тъй като много видове в реката мигрират при размножаване, а повече от тях не могат да скачат, което ще рече, че стандартните рибопропусквателни съоръжения, проектирани за сьомга, са неефективни. В опит да се намали влиянието на язовирните стени, ВЕЦ Три клисури се опитва да изпуска вода по такъв начин, че да имитира естественото наводняване и да накара шарановите видове в долното течение да започват да се размножават. Все пак, още язовирни стени продължават да се строят на реката, които могат да доведат до допълнителни проблеми за местната фауна.
Общо 26 местни вида риба имат комерсиално значение, като най-важните от тях са: бял амур, черен амур, бял толстолоб и пъстър толстолоб.

### Други животни
Поради комерсиалното използване на реката, туризма и замърсяването, Яндзъ е дом и на няколко сериозно застрашени животни, освен рибата: китайски речен делфин, китайски алигатор, Neophocaena asiaeorientalis, шанхайска мекочерупчеста костенурка и Andrias davidianus. Това е единственото място извън САЩ, където се срещат алигатори. През декември 2006 г. китайският речен делфин е обявен за функционално изчезнал, след като обширно търсене из реката не намира никакви следи от делфина. Това е един от шестте вида сладководни делфини.
Срещат се и много видове сухоземни животни, но повечето от тях не са пряко свързани с реката. Изключение правят видрата, водният елен и еленът на отец Давид.
Освен голямата и изключително рядката шанхайска мекочерупчеста костенурка, няколко вида по-малки костенурки се срещат в басейна на реката, устието ѝ и долините ѝ: китайски трионикс, блатна костенурка на Рийвс, Cuora flavomarginata, Cuora aurocapitata, Cuora pani, Cuora yunnanensis, Mauremys mutica и Ocadia sinensis. Всичките се считат за застрашени видове.
Над 160 земноводни вида са идентифицирани в басейна на Яндзъ, като сред тях се откроява най-големият саламандър и земноводно в света – Andrias davidianus, който е критично застрашен от изчезване. Популацията му е драстично намаляла, поради улов (в Китай той се счита за деликатес), загуба на местообитание и замърсяване. Все пак, Hypselotriton orientalis, който живее в долното течение на реката, е един от малкото китайски саламандрови видове, които са незастрашени.
В басейна на реката живеят голям брой сладководни раци, сред които и няколко ендемита. Eriocheir sinensis мигрира между сладка и солена вода и е намиран на 1400 km нагоре по течението на реката. Сладководната медуза Craspedacusta sowerbii, която днес е инвазивен вид в много краища на света, произлиза от басейна на Яндзъ.

## Галерия
- Ган в Дзянси
- Ханшуй в Хъбей
- Езерото Дунтинху с реките Юан, Дзидзян, Лишюй и Сяндзян в Хунан
- Удзян в Гуейджоу
- Дзялиндзян в Съчуан и Чунцин
- Миндзян в Съчуан
- Ялундзян в Съчуан